# Caiman yacare
Il caimano jacarè (Caiman yacare, Daudin, 1802) è un rettile membro della famiglia Alligatoridae; endemico delle zone tropicali e subtropicali del Sudamerica,  è diffuso in Paraguay, Brasile, Bolivia e Argentina.

## Descrizione
I caimani jacarè maschi adulti possono arrivare a 3 m di lunghezza e a un peso di 60 kg (le femmine sono più piccole del 30%). 
La colorazione è quasi sempre nera, con macchie chiare ben visibili a livello dei fianchi, della coda e della mandibola.
Le zampe sono corte e robuste; le dita delle zampe posteriori sono unite da una membrana che facilita il nuoto, anche se la maggior parte della forza necessaria per il nuoto proviene dalla coda, che rappresenta il 50% della lunghezza del corpo.

## Biologia
Il caimano jacarè si ciba di crostacei, molluschi, pesci, rettili e piccoli mammiferi. Inoltre, il caimano jacarè è il principale predatore naturale dei piraña.
L'epoca riproduttiva inizia all'inizio dell'estate, quando i maschi marcano il territorio e combattono per espellere gli esemplari più deboli. Le femmine percorrono il territorio dei maschi e si accoppiano molte volte per garantire la fecondazione delle uova.
Il nido viene costruito con i materiali che la femmina trova nella zona, sempre vicino all'acqua, ove deposita dalle 20 alle 40 uova. Il nido ha una forma conica che raggiunge 1,5 m di diametro e 60 cm di altezza.
La femmina si prende cura del nido durante i due mesi di incubazione; il calore necessario per lo sviluppo degli embrioni proviene dal Sole e dalla decomposizione della materia organica che compone il nido.

## Conservazione
Gli esemplari più giovani presentano un elevato tasso di mortalità naturale, rappresentato essenzialmente dalla predazione: i predatori principali sono i rapaci, su tutti il caracara, il gavilàn nero e la cicogna jabirù.
Tuttavia, le cause fondamentali della notevole riduzione del numero dei caimani jacarè sono la caccia, per l'industria del pellame, la cattura per il traffico di animali da compagnia e, in misura minore, la sua utilizzazione a scopo alimentare da parte delle popolazioni locali, che consumano occasionalmente anche le uova. Infine, si rileva una riduzione dell'habitat naturale.